# Gare de La Roche-de-Rame
Pour les articles homonymes, voir Gare de La Roche (homonymie).
La gare de La Roche-de-Rame est une ancienne gare ferroviaire française de la ligne de Veynes à Briançon, située, au lieu-dit La Gare en bordure de la N94, sur le territoire de la commune de La Roche-de-Rame, dans le département des Hautes-Alpes, en région Provence-Alpes-Côte d'Azur.
Elle est mise en service en 1884 par la Compagnie des chemins de fer de Paris à Lyon et à la Méditerranée (PLM) et fermée au cours de la deuxième moitié du XXe siècle par la Société nationale des chemins de fer français (SNCF).

## Situation ferroviaire
Établie à 929 mètres d'altitude, la gare de La Roche-de-Rame est située au point kilométrique 328,920 de la ligne de Veynes à Briançon (voie unique), entre les gares de Saint-Crépin (fermée) et de L'Argentière-les Écrins (ouverte).

## Histoire

### Gare PLM
La station de La Roche-de-Rame est mise en service le 15 septembre 1884 par la Compagnie des chemins de fer de Paris à Lyon et à la Méditerranée (PLM), lorsqu'elle ouvre au service la section de Mont-Dauphin à Briançon,. Elle dispose d'un bâtiment à deux ouvertures et un étage sous une couverture à deux pans.
En 1911, la gare de La Roche-de-Rame, est située sur la « ligne de Livron à Briançon ». C'est une gare qui peut recevoir et expédier des dépêches privées, elle est ouverte aux services complets de la grande et petite vitesse, à l'exclusion des chevaux chargés dans des wagons-écuries s'ouvrant en bout et des voitures à 4 roues, à deux fonds et à deux banquettes dans l'intérieur, omnibus, diligences, etc. Elle n'est ouverte au service que pendant les périodes de temps indiquées par une affiche apposée dans la gare.
Le livret Chaix, de 1915, pour la ligne de Livron à Briançon indique qu'il y a quotidiennement deux trains de voyageurs, dans chaque sens, sur la relation Veynes - Briançon. Ces omnibus qui s'arrêtent à toutes les gares, et notamment à La Roche-de-Rame, mettent un peu moins de sept heures pour effectuer la totalité du parcours.

### Gare SNCF
En 1961, la gare de La Roche-de-Rame figure sur le carnet de profil SNCF de la région méditerranée, c'est une gare de la ligne de Veynes à Briançon.
Elle est fermée après 1961 et avant 2011, par la Société nationale des chemins de fer français (SNCF).

## Patrimoine ferroviaire
L'ancien bâtiment voyageurs, fermé et désaffecté du service ferroviaire est muré et à l'abandon en 2015 après avoir sans doute été réaffectée en habitation. La gare est traversée par la ligne à voie unique.

Le bâtiment voyageurs en 2015
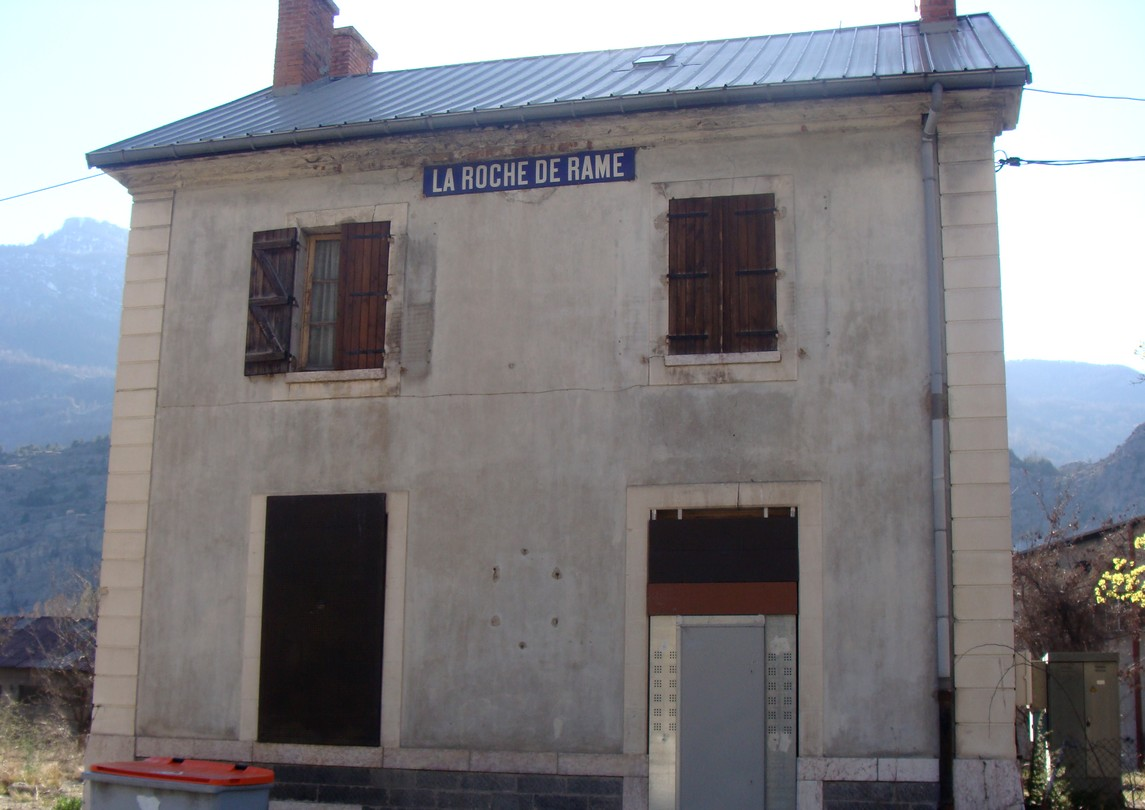
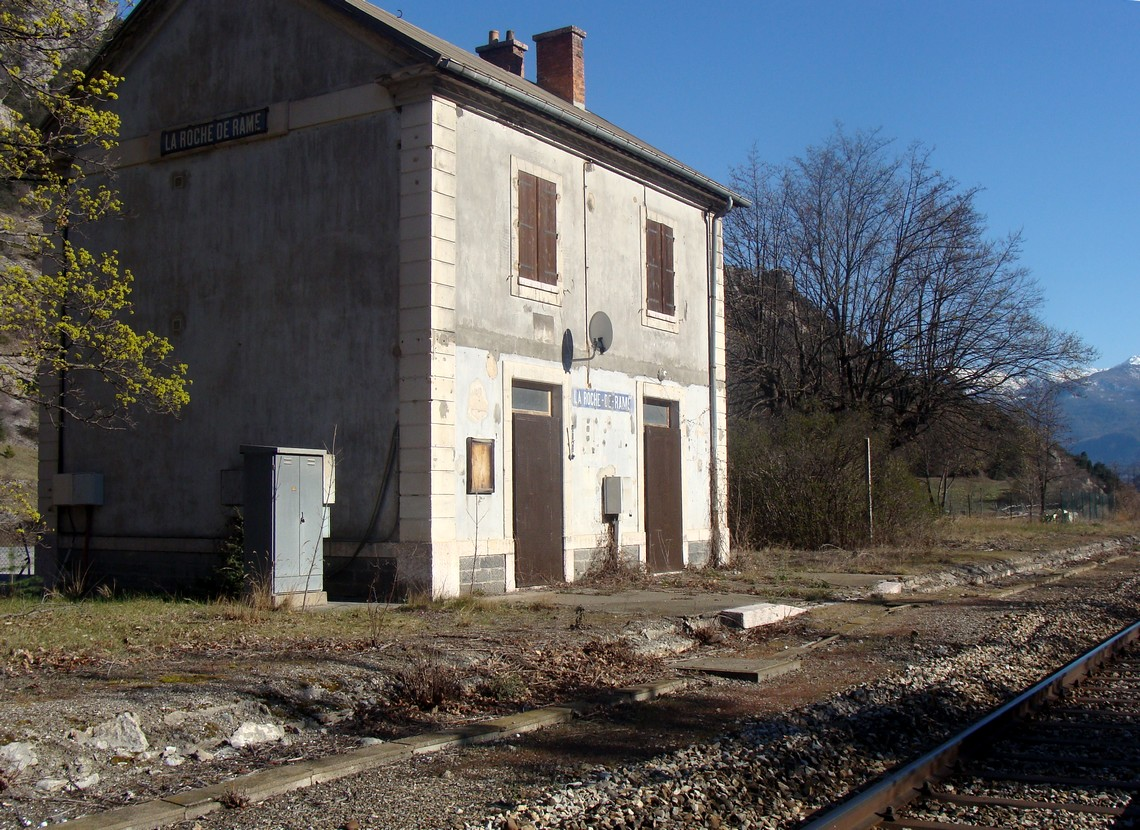